# Àzeris iranians
|  | Aquest article tracta sobre els azerbaidjanesos en Iran . Si cerqueu els habitants de l'Azerbaidjan , vegeu «àzeris». |

Els àzeris o azerbaidjanesos iranians (àzeri: ایران آذربایجانلیلاری, İran azərbaycanlıları), que són principalment musulmans xiïtes, són el grup ètnic més gran de l'Iran, després dels perses, i es creu que són el 20-24% de la població.
Es troben principalment a les províncies del nord-oest: Azerbaidjan Oriental, Azerbaidjan Occidental, Ardabil, Zanjan i en algunes províncies del Kurdistan, Hamadan i Markazi. Molts altres viuen a Teheran, Karaj i altres regions.
En general, els àzeris a l'Iran eren considerats com "una minoria lingüística ben integrada" pels acadèmics abans de la Revolució Islàmica de l'Irán. De fet, fins al període Pahlavi del segle xx, "la identitat de l'Iran no era exclusivament persa, sinó supra-ètnica", ja que gran part del lideratge polític, començant a partir del segle xi, havia estat túrquic.
Els grups iranià i turc estaven integrats fins que el nacionalisme i el comunalisme del segle xx van començar a alterar la percepció popular. Tot i la fricció, els azerbaidjanesos a l'Iran van estar ben representats a tots els nivells de jerarquies intel·lectuals, militars i polítiques, i també en la jerarquia religiosa. A l'Iran el terme "àzeri" és usat formalment, però, informalment, els àzeris i una altra població iraniana de parla turca són col·loquialment anomenats "tork" (turcs).

## Història
Els orígens iranians dels àzeris deriven probablement d'antigues tribus iranianes, com els medes a l'Azerbaidjan iranià i els invasors escites que van arribar durant el segle viii a. C. Es creu que els medes es van barrejar amb una població indígena, els mannai caucasians, un grup caucasians del nord-est relacionat amb els urartians. Els experts veuen diferències culturals entre els moderns perses i àzeris com una evidència d'una antiga influència iraniana.
Encara es parlava persa a la regió durant l'època de la invasió àrab. Diverses fonts, com l'Encyclopaedia Iranica expliquen com, "els turc-parlants de l'Azerbaidjan descendeixen principalment dels primers iranià-parlants, diversos grups dels quals encara persisteixen a la regió." L'presència moderna de talyshi i tats iranians a l'Azerbaidjan reforça l'evidència d'un anterior caràcter iranià de la regió.
Amb les polítiques Pahlavi de supressió de l'idioma àzeri en el govern local, escoles i la premsa va venir l'animositat. Amb l'arribada de la Revolució islàmica del 1979, l'èmfasi es va posar en la religió com a principal factor unificador.
Des de llavors, hi ha hagut problemes esporàdics, però els àzeris són actualment una comunitat més dins de l'Iran, les condicions de vida són semblants a la dels perses. S'han produït protestes antigovernamentals en anys recents, en particular en els anys 2003, 2006 i 2007. En ciutats del nord de l'Iran, a mitjans de febrer de 2007, desenes de milers d'àzeris ètnics es van manifestar en el Dia Internacional de la Llengua Materna, encara que s'ha dit que per sota hi havia una protesta contra el que percebien com la "sistemàtica supressió, recolzada per l'estat, de la seva cultura i el seu idioma". Aquesta recerca de més drets culturals no comporta un sentiment nacionalista separatista ni irredemptisme.

## Estatus ètnic a l'Iran
Segons Amnistia Internacional, els turcs àzeris iranians, que són principalment musulmans xiïtes, són la minoria majoritària de l'Iran, però per la seva religió no estan subjectes a discriminació d'altres minories de religió diferent, i estan ben integrats en l'economia, encara que creix la demanda de drets culturals.
A més, l'actual Líder suprem de l'Iran, aiatol·là Ali Khamenei, és un àzeri, el mateix que gran part dels líders polítics, de l'exèrcit i econòmics. Altres figures destacades àzeris són:
- Allameh Tabatabaei, aiatol·là
- Mir-Hossein Mousavi, arquitecte, pintor, antic primer ministre i líder d'oposició
- Irach Mirza, poeta i polític
- Farah Diba, última reina i única emperadriu de l'Iran
- Ali Daei, futbolista, entrenador de la selecció iraniana
- Hossein Reza Zadeh, campió mundial d'aixecament de pes
- Yahya Golmohammadi, futbolista
- Lotfi Asker Zadeh, matemàtic i informàtic àzeri-estatunidenc, famós per introduir en 1965 la teoria de conjunts difusos o lògica difusa (fuzzy logic)